# O'funk'illo
O'funkillo és un grup musical sevillà de música funk ("Funky andalús embrutessío" segons els propis membres del grup). El seu nom prové de barrejar l'expressió andalusa "ojú killo" amb funk, principal estil de la banda. A part del funk, O'Funk'Illo compta amb una gran varietat d'estils en les seves composicions, des del metall al flamenc i el reggae.

## Biografia
Els començaments d'O'Funk'illo es remunten a l'any 1997, quan actuaven sota el nom de Motherfunkers, principalment fent versions. El grup va obtenir bona acollida, i van decidir començar a compondre amb l'actual nom d'O'funk'illo.
Amb el temps, el grup va consolidar el seu èxit, formant part obligatòria del cartell de diversos festivals de música d'importància, com el Vinya Rock o l'Espárrago Rock i multitud de concerts en solitari per tot Espanya.
El seu últim treball va tenir una especial acollida tant en el públic, com en els mitjans, obtenint el premi a millor àlbum/grup de rock alternatiu en els Premis de la Música 2006, que va pujar a recollir Andreas Lutz, líder del grup.
Andreas va ser un vocalista de marcada personalitat, sempre cantant en andalús i incloent l'argot sevillà en les seves lletres, fundador del segell independent Artelojazz Produccions Creatives, amb el qual va llançar a Vikingo M.D., cantant de Narco, col·laborador habitual en els discos d'O'Funk'illo.
Els fans del grup s'autodenominen funkàtics, la relació del grup amb els seus fans sempre va ser molt estreta, creant una veritable comuna que els seguia per tota la geografia en els centenars de concerts que ha donat el grup sevillà, el qual s'identifica precisament per aquests. En els directes, el grup imprimia força, broma, i intenció en la seva música, conformant un xou que dirigia Andreas, acompanyat per Pepe Bao al baix i Javi Marciano a la guitarra. Els seus fans ho qualificaven com "el xou amb més poca vergonya de la història".
A més de produir els seus dos últims discos, O'Funk'illo van ser productors i promotors del grup Las Niñas, les components del qual Aurora Power, exdona de Andreas Lutz, i Vicky G. Lluna, van ser coristes d'O'funk'illo durant les seves primeres gires. Al costat d'elles Raquel va completar el grup de coristes durant diversos anys.
Finalment, al febrer de 2006, per discrepàncies entre els membres de la banda, el grup es dissol. En ser co-propietaris dels drets d'imatge del grup Pepe Bao i Andreas Lutz, el nom d'O'Funk'illo no pot seguir utilitzant-se i es dissol oficialment. Malgrat això, la resta de components decideixen seguir girant sota el nom de "P'al Keli: tribut a O'Funk'illo". Realitzen gires per la geografia espanyola des de 2006 fins a 2008 amb diversos vocalistes, però no editen més discos.
Posteriorment Javi Lynch Marssiano i Pepe Bao han fundat un nou projecte, Cusha!, una nova agrupació que completa Yutah (que també acaba recentment d'abandonar la banda) i Joaquín Migallón a la bateria, el que també fos membre fundador d'O'Funk'Illo i que va abandonar a aquest després de l'enregistrament del seu primer disc. Cusha! no té encara cap producció editada.
Andreas Lutz, d'altra banda, va editar un disc al costat d'Alba Molina amb el nom de Tucara amb la discogràfica Warner Music, llançat el 23 de juny del 2009.

## Reunió en 2010
En 2010 es duu a terme la reunió d'O'funk'illo amb el motiu de celebrar el desè aniversari del llançament del seu primer disc. La idea de la reunió va ser donar un nombre limitat de concerts, encara que el retrobament entre Andreas, Pepe i Javi serveix per llimar asprors entre ells i finalment decideixen reprendre el projecte de manera indefinida. La gira es prorroga durant tot l'any i anuncien la publicació d'un nou disc per a aquell mateix any.
En el 2011 editen Sesión Golfa però Javi Lynch Marssiano es desenganxa de la banda en plena gira de presentació per fundar AtomicA, un nou projecte on el guitarrista donarà regna solta a la seva passió pel Rock experimental i progressiu. Mentre O'funk'illo fitxa a Rafa Kas per prosseguir la gira de Sesión Golfa i al mateix temps Atomica grava el seu àlbum debut creant gran expectació.
En 2014 anuncien nou disc, titulat "5Mentario", que serà llançat al novembre, de la mà del segell Rock Estatal Records.

## Components
- Andreas Lutz (vocalista) (1997-2006) (2010-Actualitat)
- Pepe Bao (baix) (1997-2006) (2010-Actualitat)

## Antics Components
- Joaquín Migallón (bateria) (1997-2006) (2010-2011)
- Javi Lynch Marssiano (guitarra) (1997-2006) (2010-2011)
- Rafa Kas (guitarra) (2011-2014)

## Components No Oficials
- Aurora Power (corista)
- Vicky G. Luna (corista)
- Alba Molina (corista)
- Cheché Álvarez (corista)
- Raquel (corista)
- Athanai (corista)
- Chacho Martín (bateria)
- Moi Dr. Love (teclista-Samplers)
- David Axel Bao (bateria)
- Susana Ruiz (Corista)
- Nacho Lesko (Teclista-Samplers)
- Yanina Mantuano i Juan González (secció de metalls)

## Discografia
- O'Funk'illo (2000). Produït per Nigel Walker.
  - 1- Riñones al jerez
  - 2- O'funk'illo groove
  - 3- Nos vamos pal keli
  - 4- En el campito
  - 5- A jierro
  - 6- Al rollo del cogollo
  - 7- Todo pa la pacha mama
  - 8- El marmol
  - 9- Que la voy a liar
  - 10- Así estás donde estás
  - 11- Cara escombro "El hombre Roncha"

- En el Planeta Aseituna (2003). Produït per O'Funk'illo.
  - 1- Esso' cuenno'
  - 2- Dinero en los bolsillos
  - 3- Fiesta, siesta
  - 4- Mandíbula desencajá
  - 5- Arte un waka
  - 6- Emergencia
  - 7- Devolución cero
  - 8- En el planeta aseituna
  - 9- Vivimos tiempos perros
  - 10- Sr. Goma
  - 11- A shuparla ya
  - 12- Loco???

- No te cabe na' (2005). Produït per O'Funk'illo.
  - 1- Yo lo coloco
  - 2- Rulando
  - 3- Enga!
  - 4- Mary Jane
  - 5- No me des la brasa
  - 6- No te cabe na'
  - 7- Voz de la ira
  - 8- Maleao
  - 9- Perra rubia
  - 10- Yo paso de to'
  - 11- Eshame cuenn
  - 12- Como me la maravillaría yo
  - 13- Get's me through

- Sesión Golfa (2011). Produït per O'Funk'illo i Álvaro Gandul.
  - 1- Dame la pasta
  - 2- Hasta las cejas
  - 3- Revolución urbana
  - 4- Sin exagerar
  - 5- Pili Chicha
  - 6- Sociedad ilimitada
  - 7- Nuevo orden mundial (con Fortu de Obus)
  - 8- Llaman a la puerta
  - 9- Con toas mis ganas
  - 10- Shalao
  - 11- Donde estarás tú
  - 12- No para ompare
  - 13- Bulemetal (Sesión golfa) (con Raimundo Amador)
  - 14- Acción mutante

- 5mentario (2014). Produït per O'Funk'illo 
  - 1- Soñar Despierto
  - 2- La Positiva
  - 3- Disturbio Bipolar
  - 4- Hirviendo
  - 5- Las Lápidas No Entienden
  - 6- Pegotes De Colores
  - 7- Bajo Y Voz
  - 8- Hoy La Voy A Liar Parda
  - 9- Personaje